# Le Vieil-Baugé

Le Vieil-Baugé este o comună în departamentul Maine-et-Loire, Franța. În 2009 avea o populație de 1,270 de locuitori.